# Grand Prix automobile de Belgique 1972
Résultats du Grand Prix de Belgique de Formule 1 1972 qui a eu lieu sur le circuit de Nivelles le 4 juin 1972.

## Classement
| Pos  | N° | Pilote               | Écurie         | Tours | Temps/Abandon     | Grille | Points |
| ---- | -- | -------------------- | -------------- | ----- | ----------------- | ------ | ------ |
| 1    | 32 | Emerson Fittipaldi   | Lotus-Ford     | 85    | 1 h 44 min 07 s 3 | 1      | 9      |
| 2    | 8  | François Cevert      | Tyrrell-Ford   | 85    | +26 s 6           | 5      | 6      |
| 3    | 9  | Denny Hulme          | McLaren-Ford   | 85    | +58 s 1           | 3      | 4      |
| 4    | 34 | Mike Hailwood        | Surtees-Ford   | 85    | + 1 min 12 s 0    | 8      | 3      |
| 5    | 16 | Carlos Pace          | March-Ford     | 84    | + 1 tour          | 11     | 2      |
| 6    | 5  | Chris Amon           | Matra          | 84    | + 1 tour          | 13     | 1      |
| 7    | 10 | Peter Revson         | McLaren-Ford   | 83    | + 2 tours         | 7      |        |
| 8    | 25 | Howden Ganley        | BRM            | 83    | + 2 tours         | 15     |        |
| 9    | 11 | Ronnie Peterson      | March-Ford     | 83    | + 2 tours         | 14     |        |
| 10   | 27 | Helmut Marko         | BRM            | 83    | + 2 tours         | 23     |        |
| 11   | 6  | Rolf Stommelen       | Eifelland-Ford | 83    | + 2 tours         | 20     |        |
| 12   | 12 | Niki Lauda           | March-Ford     | 82    | + 3 tours         | 25     |        |
| 13   | 19 | Carlos Reutemann     | Brabham-Ford   | 81    | + 4 tours         | 9      |        |
| 14   | 33 | David Walker         | Lotus-Ford     | 79    | + 6 tours         | 12     |        |
| Abd. | 17 | Graham Hill          | Brabham-Ford   | 73    | Suspension        | 16     |        |
| Nc.  | 15 | Henri Pescarolo      | March-Ford     | 59    | Non classé        | 19     |        |
| Abd. | 30 | Clay Regazzoni       | Ferrari        | 57    | Accident          | 2      |        |
| Abd. | 36 | Andrea de Adamich    | Surtees-Ford   | 55    | Moteur            | 10     |        |
| Abd. | 22 | Nanni Galli          | Tecno          | 54    | Accident          | 24     |        |
| Abd. | 29 | Jacky Ickx           | Ferrari        | 47    | Injection         | 4      |        |
| Abd. | 14 | Mike Beuttler        | March-Ford     | 31    | Transmission      | 22     |        |
| Abd. | 18 | Wilson Fittipaldi    | Brabham-Ford   | 28    | Boîte de vitesses | 18     |        |
| Abd. | 24 | Peter Gethin         | BRM            | 27    | Pompe à essence   | 17     |        |
| Abd. | 23 | Jean-Pierre Beltoise | BRM            | 15    | Surchauffe moteur | 6      |        |
| Abd. | 35 | Tim Schenken         | Surtees-Ford   | 11    | Surchauffe moteur | 21     |        |

- Légende : Abd.=Abandon

## Pole position et record du tour
- Pole position : Emerson Fittipaldi en 1 min 11 s 43 (vitesse moyenne : 187,686 km/h).
- Tour le plus rapide : Chris Amon en 1 min 12 s 12 au 66e tour (vitesse moyenne : 185,890 km/h).

## Tours en tête
- Clay Regazzoni : 8 (1-8)
- Emerson Fittipaldi : 77 (9-85)

## À noter
- 3e victoire pour Emerson Fittipaldi.
- 44e victoire pour Lotus en tant que constructeur.
- 45e victoire pour Ford Cosworth en tant que motoriste.
- 1er grand prix pour l'écurie Tecno.